# Старо гробље изнад Савове ливаде
Старо гробље изнад Савове ливаде се налази у Љевоши, насељеном месту на територији општине Пећ, на Косову и Метохији. Представља непокретно културно добро као споменик културе.
Једно од два стара српска гробља у брдском селу, у близини манастира Пећке патријаршије. Налази се изнад средњовековног градишта Дувариња, за које се сматра да представља остатке утврђења Ждрелник. Гробље, које чини десетак камених крстова, датује се у 17. век.

## Основ за упис у регистар
Решење Покрајинског завода за заштиту споменика културе у Приштини, бр. 995 од 30. 12. 1966. г. Закон о заштити споменика културе (Сл. гласник СРС бр. 3/66).